# Echinopogon
Echinopogon is een geslacht uit de grassenfamilie (Poaceae). De soorten van dit geslacht komen voor in delen van Azië en Australazië.

## Soorten
Van het geslacht zijn de volgende soorten bekend: 
- Echinopogon asper
- Echinopogon caespitosus
- Echinopogon cheelii
- Echinopogon gunnianus
- Echinopogon intermedius
- Echinopogon mckiei
- Echinopogon novae-zelandiae
- Echinopogon nutans
- Echinopogon ovatus
- Echinopogon phleoides
- Echinopogon purpurascens
- Echinopogon sieberi
- Echinopogon virens